# North American F-86 Sabre
De North American F-86 Sabre is een gevechtsvliegtuig.

## Geschiedenis
In 1944 ontwierp de firma North American Aviation een dagjager die was voorzien van pijlvleugels. Dit toestel kon ook worden ingezet als escortejager of duikbommenwerper. De twee XP-86 prototypes waren eind 1944 al gereed maar werden pas na de Tweede Wereldoorlog geperfectioneerd en afgebouwd nadat diverse op de Duitsers buitgemaakte technologische vindingen in de toestellen waren verwerkt.
De eerste XP-86 vloog in oktober 1947 en werd aangedreven door een 3750-pond stuwkracht leverende General Electric J35 motor. Nadat het toestel voorzien was van de krachtiger G.E. J47 turbojet werd de benaming gewijzigd in YP-86A. Dit toestel brak dankzij de nieuwe motor tijdens een steile duik omlaag ook voor het eerst door de geluidsbarrière.
De eerste productieseries werden aangeduid als P-86A maar dit werd in juni 1948 gewijzigd in F-86A. Toen de nieuwe jager in de USAF operationeel werd kreeg hij de aanduiding North American F-86 Sabre.

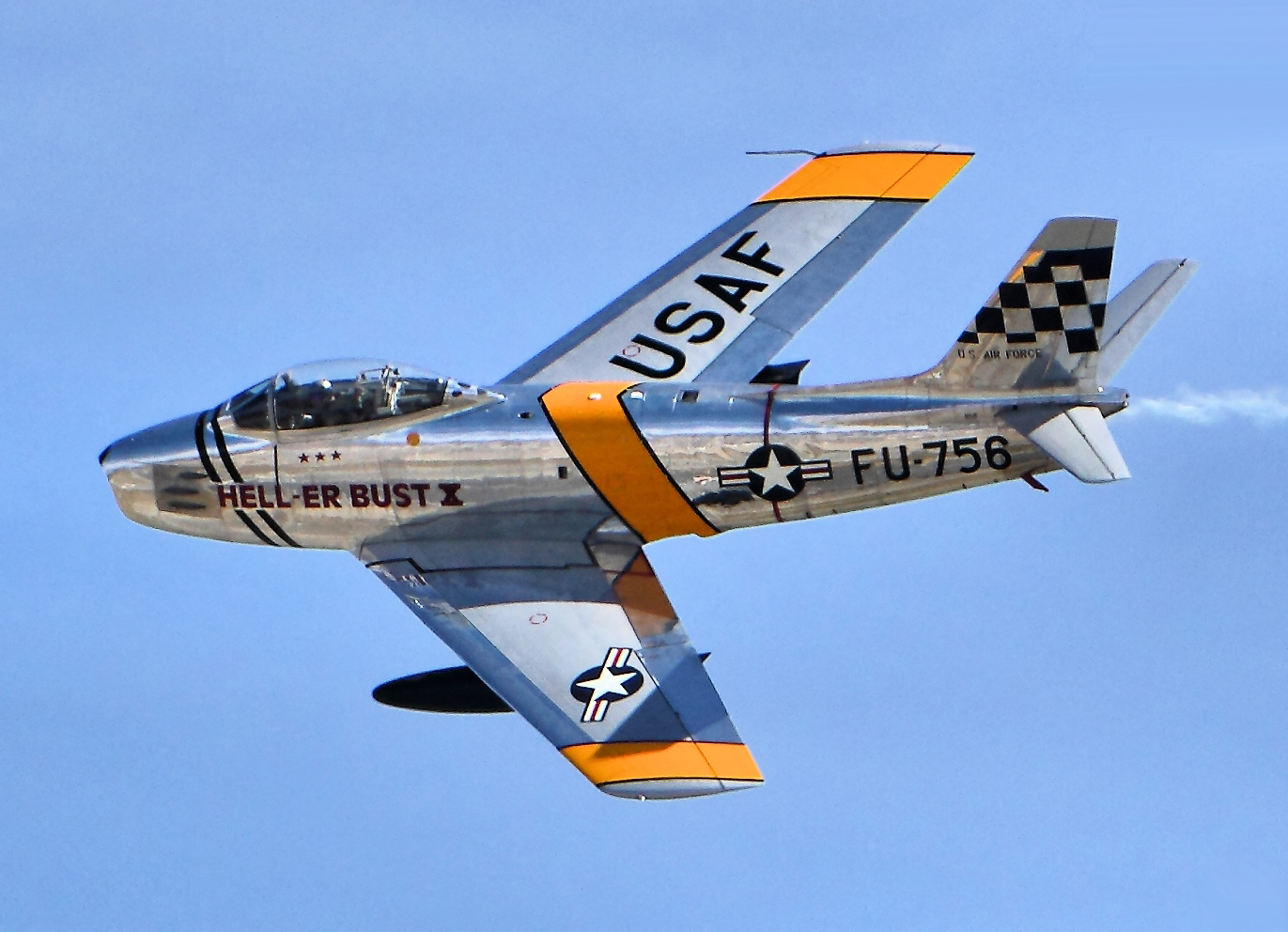
F86F Sabre, Chino Airshow, 2014

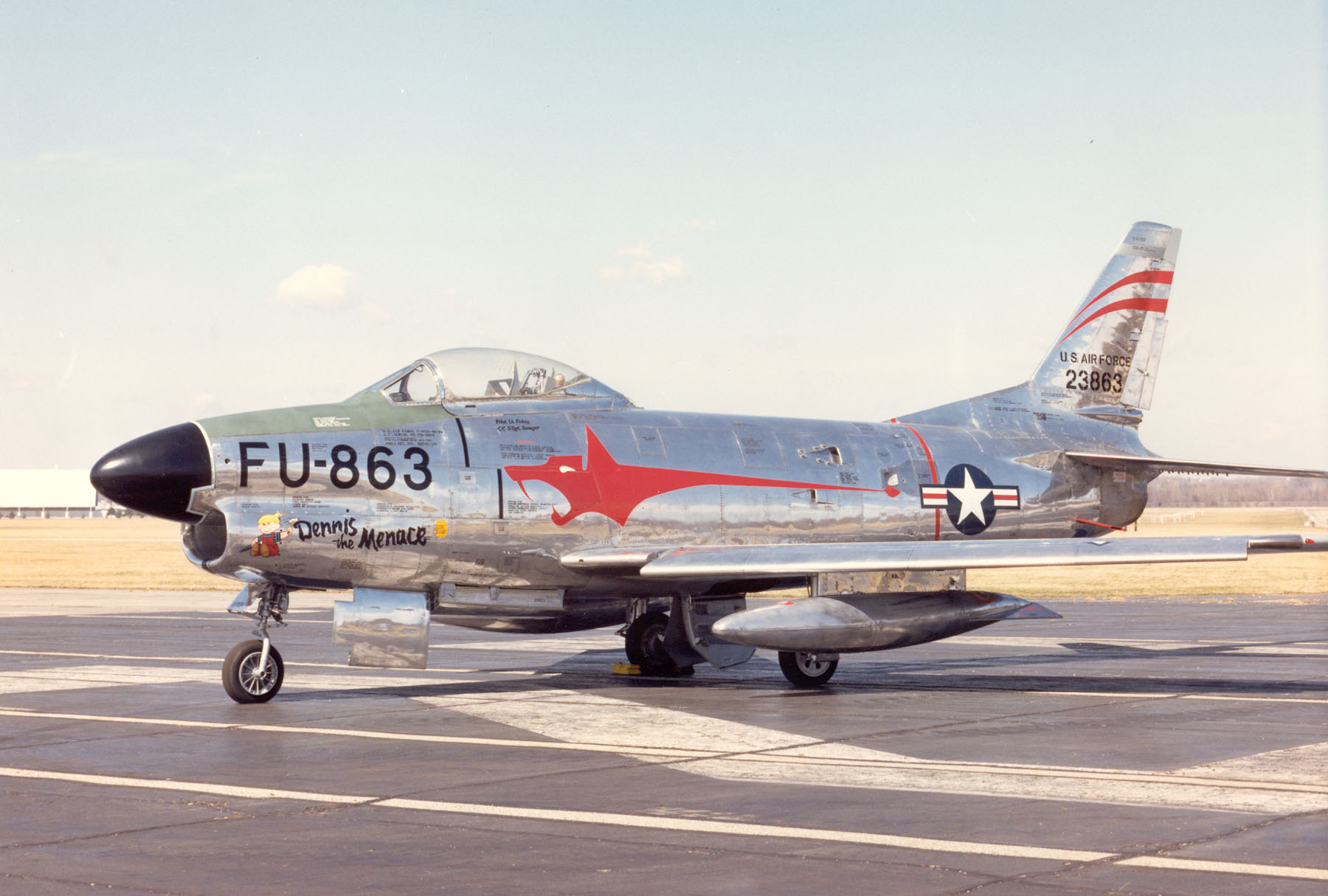
F-86D all-weather jager met neusradar

Gedurende de productiejaren van de Sabre werden uiteenlopende modellen uitgebracht. Het toestel waarvan het grootste aantal (2054 stuks) was geproduceerd was de F-86D, de all-weather nachtjager-uitvoering.
Boven op de aantallen Sabres die door North American werden geleverd, bouwde Canadair Ltd. in Montreal zestig F-86E’s voor de USAF en 1750 Sabre Mk2, 3, 4, 5 en 6 voor de toenmalige Royal Canadian Air Force en voor de Royal Air Force. Deze later geleverde Sabres werden aangedreven door de Canadese Orendamotor.
Ook werden in Australië door de Commonwealth Aircraft Corporation aangepaste Sabres geleverd; hierin waren twee 30-mm Aden kanonnen en een Rolls-Royce Avon 26 motor opgenomen.
Ook Fiat in Italië leverde 220 F-86K’s en Mitsubishi in Japan 300 F-86K’s via de componentkits die door North American werden geleverd.
Bij de USN en het USMC werd een variant van de F-86E Sabre getest; zij noemden dit toestel de XFJ-2 Fury. Het toestel was voor het gebruik aan boord van vliegdekschepen uitgerust met opklapbare vleugels, een haak en een versterkt neuswiel met katapultbevestiging. De latere FJ-3 had een ander landingsgestel en een krachtiger motor; de totaal herziene FJ-4 en FJ-4B hadden nog slechts een vage gelijkenis met hun voorgangers.
Het toestel werd opgevolgd door de North American F-100 Super Sabre.
Er zijn totaal 9550 F-86 Sabres gebouwd waarvan er nu nog een kleine vijftig stuks luchtwaardig zijn en geregeld vliegen.

## Inzet
De F-86 werd door de USAF zeer intensief operationeel gebruikt gedurende de Koreaanse Oorlog aan het begin van de jaren 50. Het toestel werd hierbij vaak met wisselend succes ingezet tegen zijn tegenpool de Russische MiG-15.
De F-86 heeft dienst gedaan in de luchtmachten van vele landen over de gehele wereld; diverse toestellen worden ook nu nog ingezet als drones (radiobestuurde doelen), als testvliegtuigen of voorzien van burgeraanduiding als privé toestel.

## Gebruikers

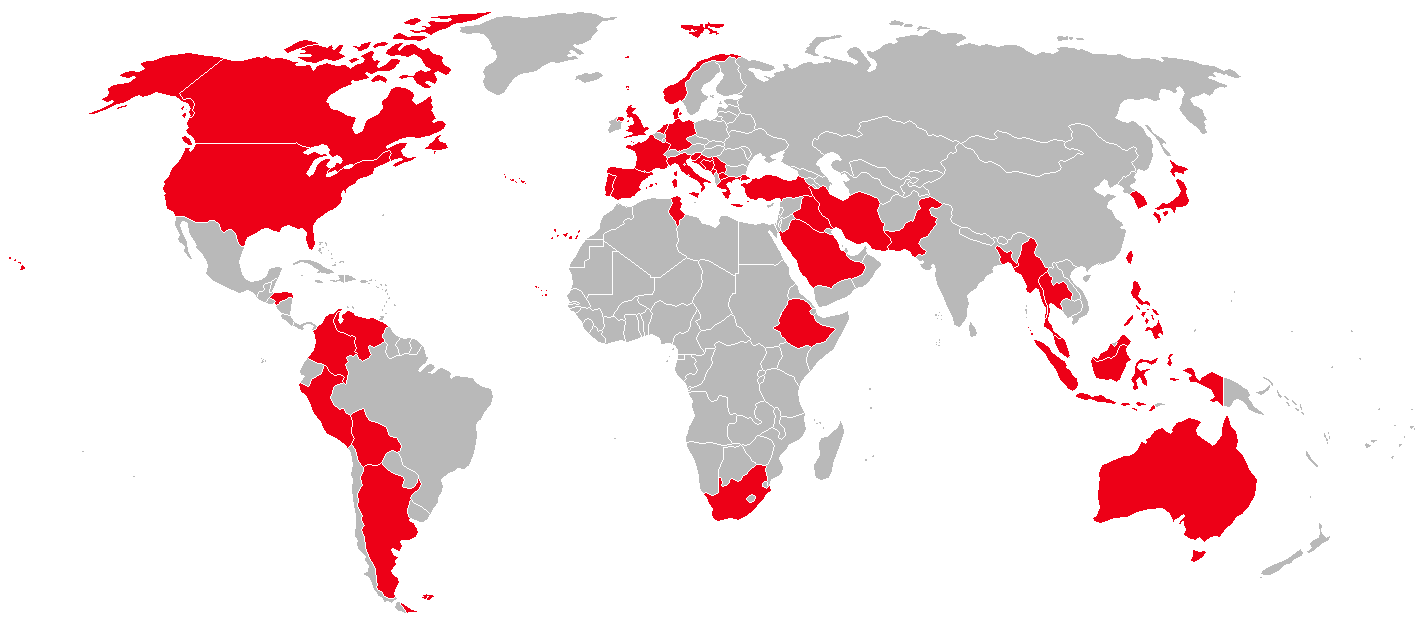
Gebruikers van de F-86

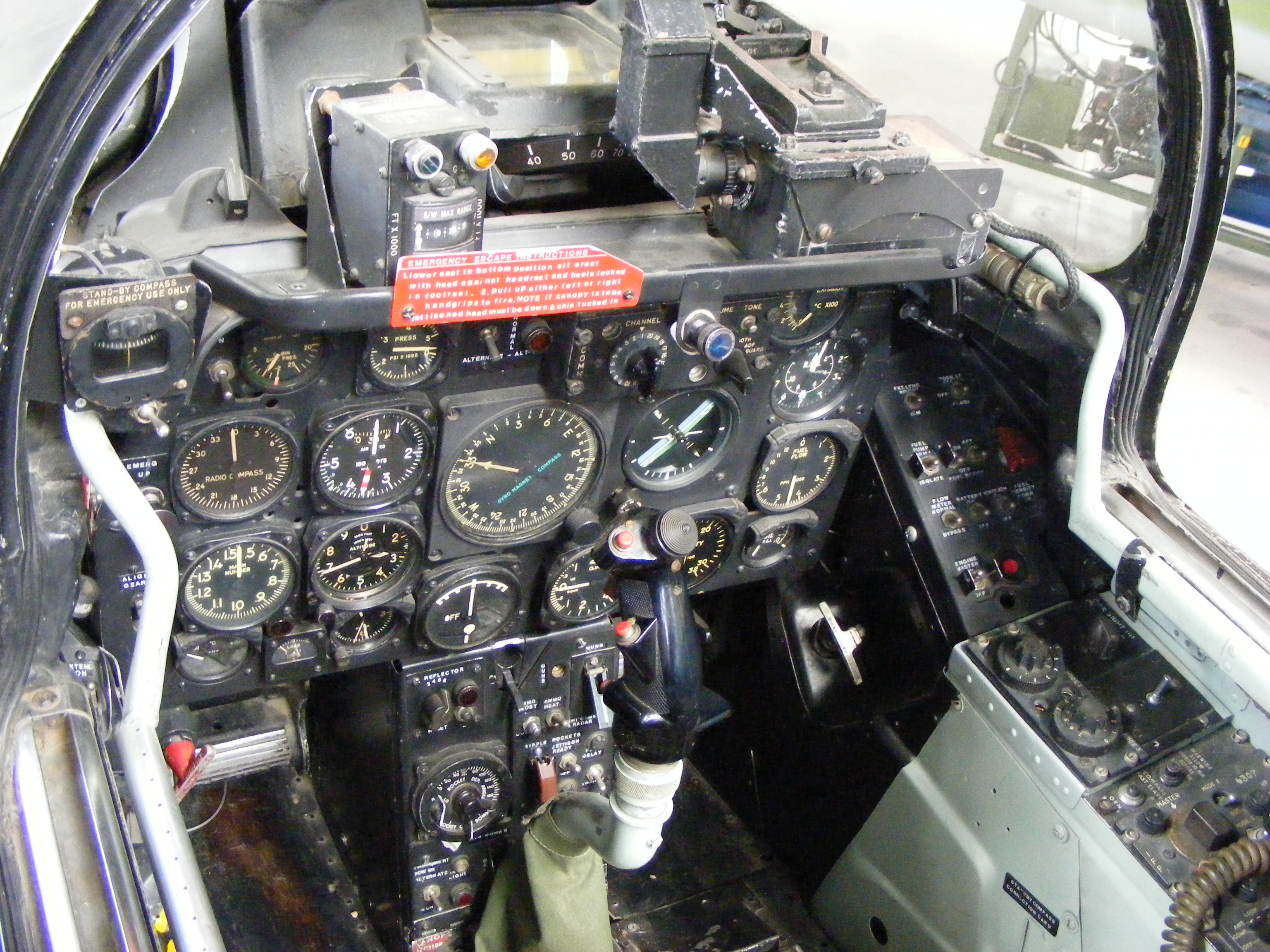
Cockpit van de F-86 Sabre

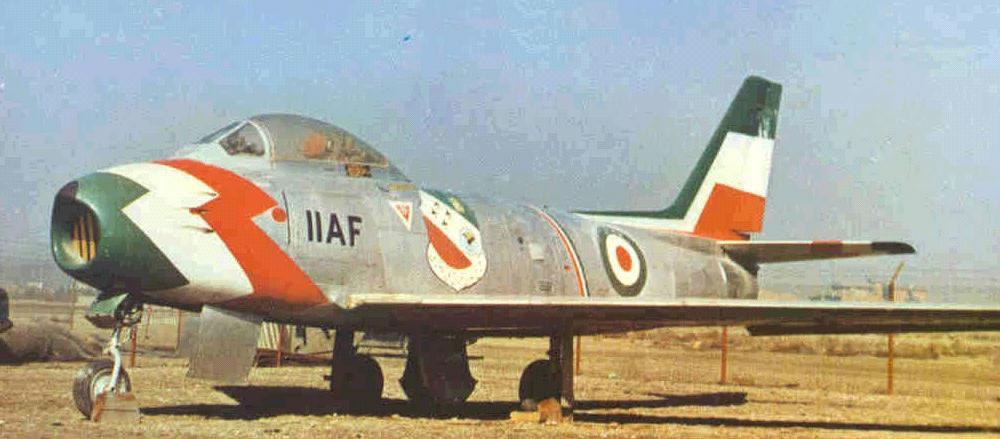
Een F-86 Sabre van het Golden Crown stuntteam van de Keizerlijke Iraanse Luchtmacht

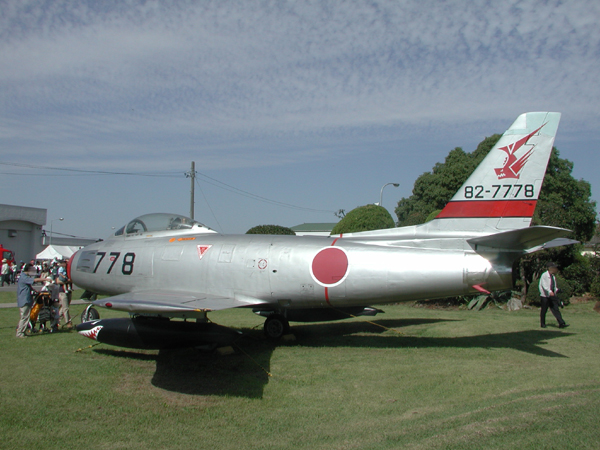
JASDF's F-86F Kyokukō op Komatsu Airport

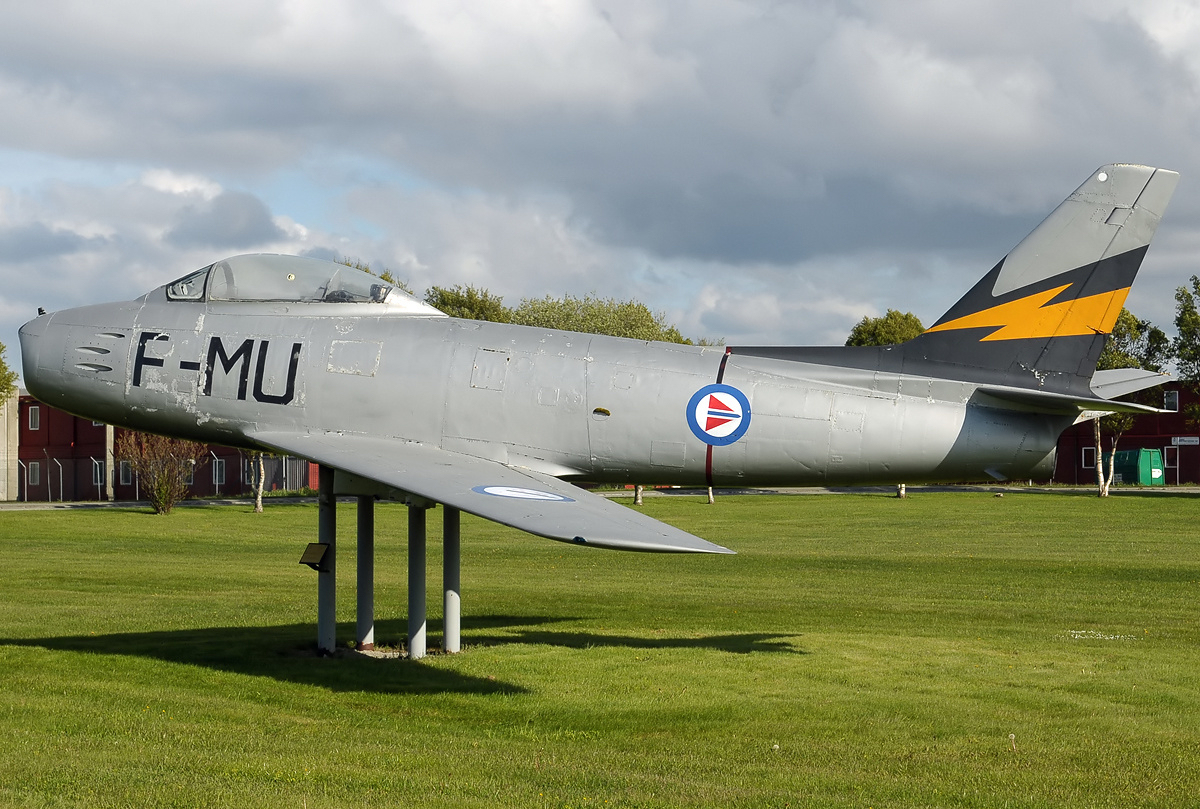
F-86F Sabre van de Noorse Luchtmacht

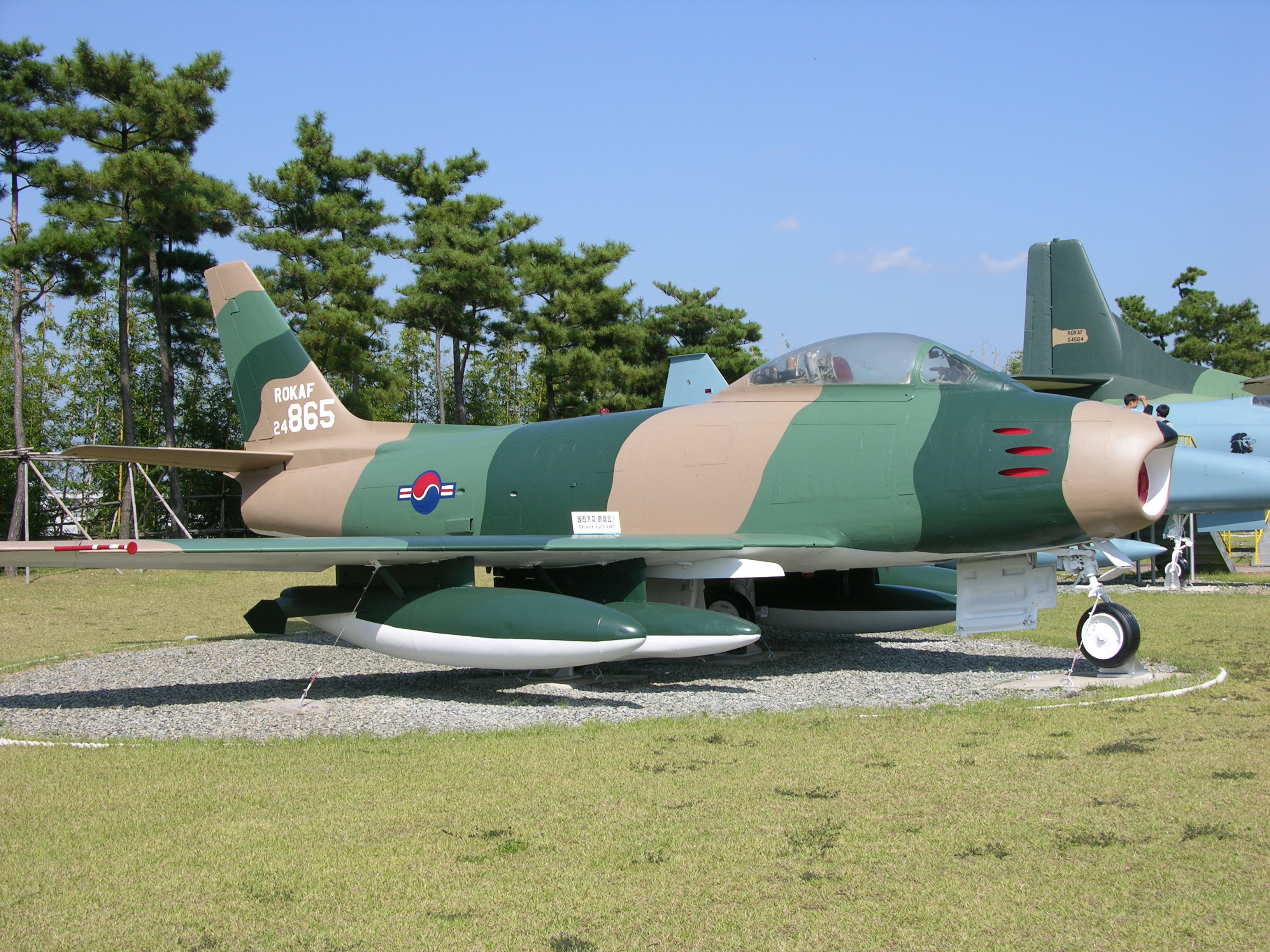
F-86 van de Zuid-Koreaanse Luchtmacht

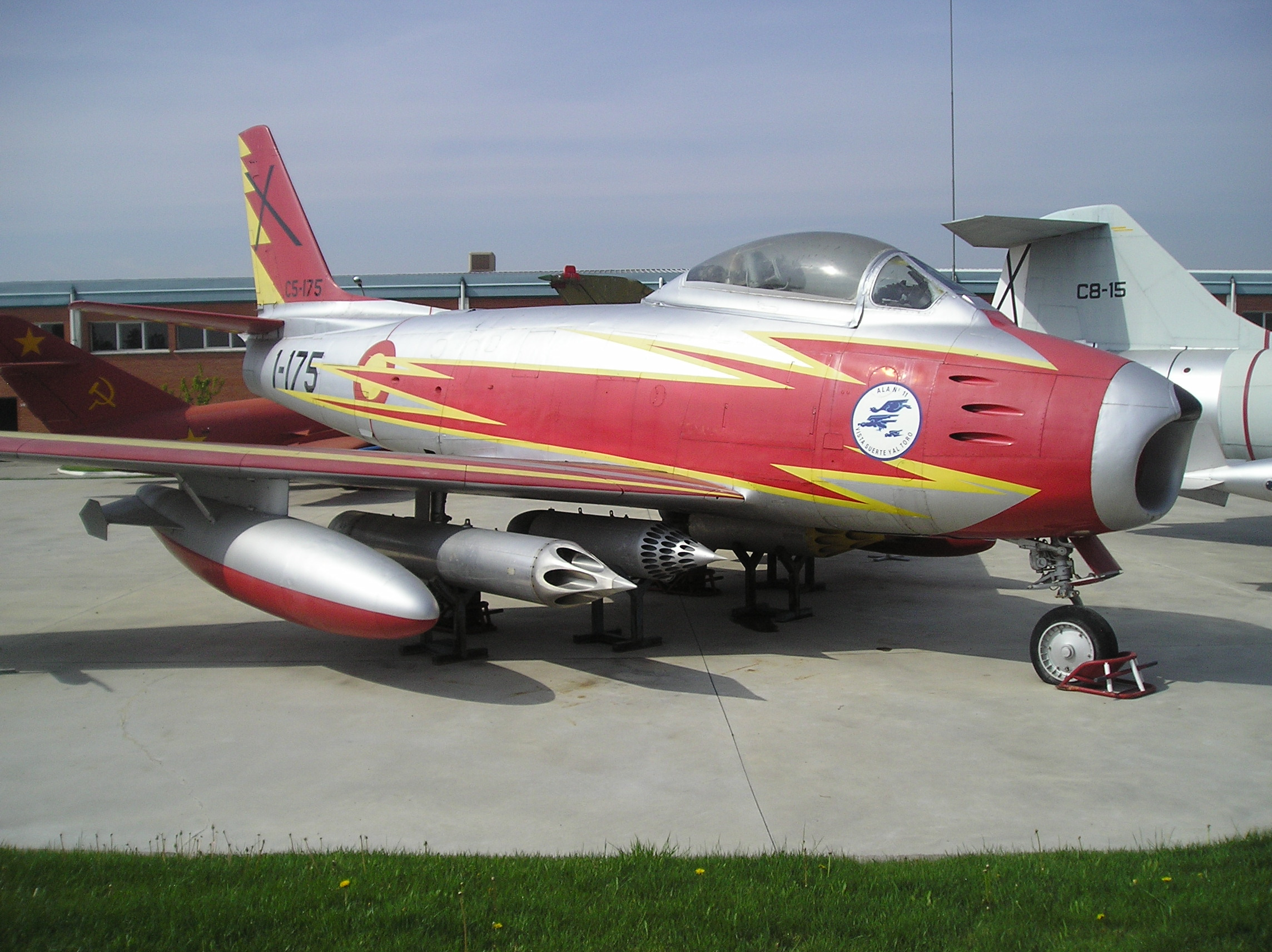
F-86 van de Spaanse Luchtmacht Ember Patrol, Cuatro Vientos, Madrid

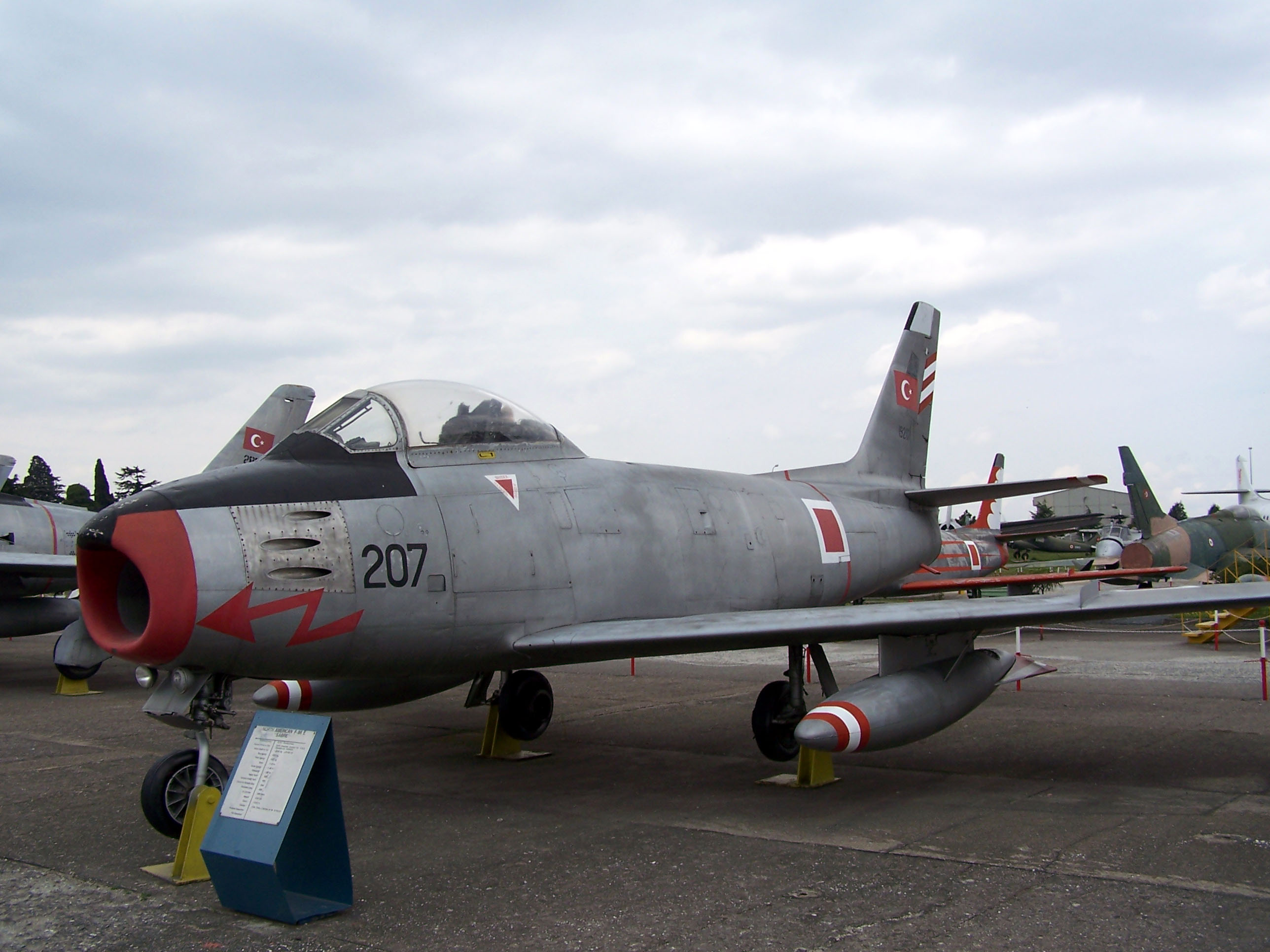
F-86 E Sabre in het luchtvaartmuseum van Istanboel

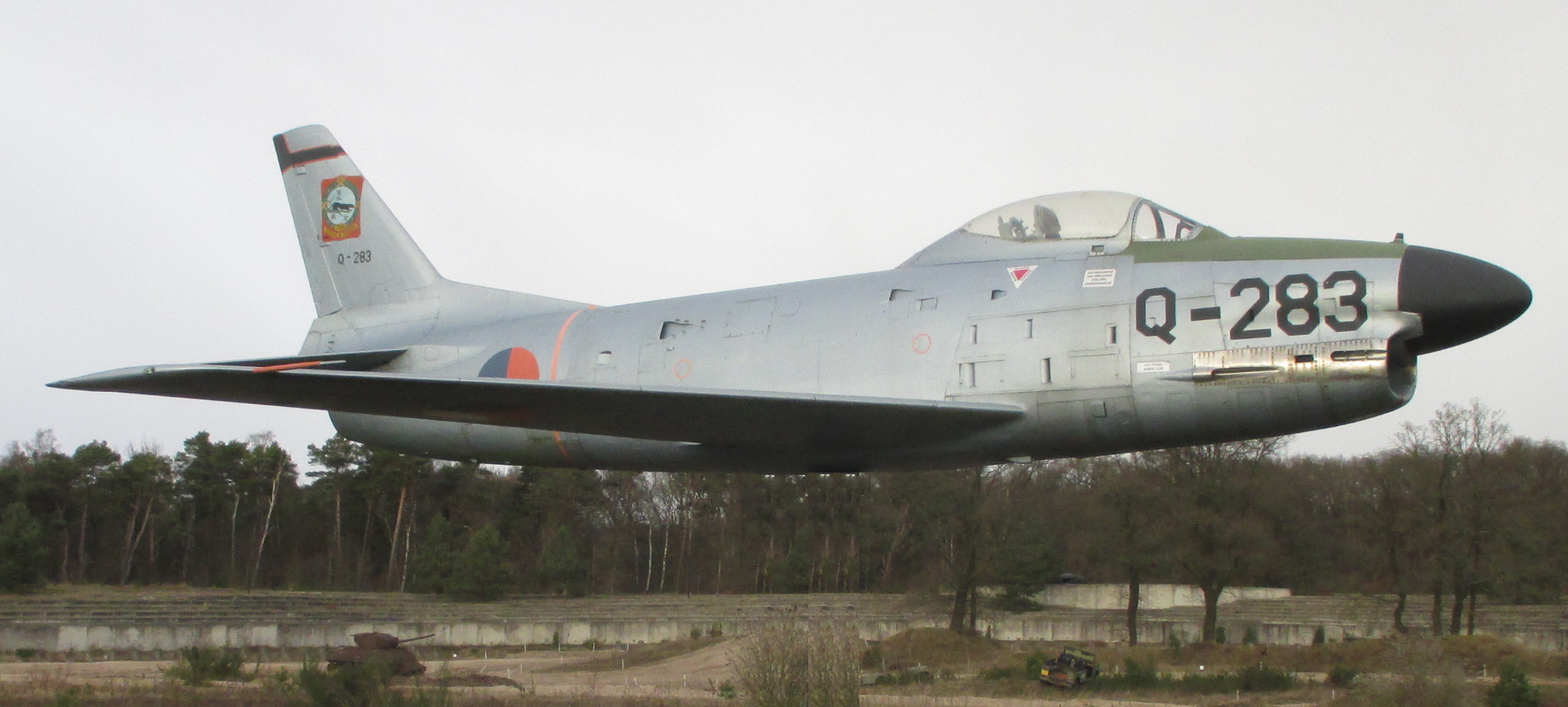
North American F-86 Sabre, Soesterberg

Argentinië
28 F-86Fs.
 België
Vijf F-86F maar zijn nooit operationeel gebruikt.
 Bolivia
Had tien F-86Fs van 1973 tot 1994.
 Canada
(RCAF)
 Chili
Twee F-86Fs van Spaanse luchtmacht (s/n 2027/2028), één USAF F-86F (s/n 51-13226) en zes Canadair Mk.6.
 Honduras
Vier F-86K en tien CL.13 Mk2 (F-86E).
 Italië
179 Canadair Sabre MK 4 (F-86E), later 121 FIAT-geproduceerde F-86K en 120-ex USAF F-86Ks.
 Japan
JASDF: 180 U.S. F-86Fs.
 Nederland
Koninklijke Luchtmacht: 63 F-86Ks van 1955 tot en met 1964. Eskaders: 700, 701, 702.
 Noorwegen
115 F-86Fs, Nr. 331, 332, 334, 336, 337, 338 and 339.
 Pakistan
102 U.S.-built F-86F van 1954 tot circa 1965.
 Peru
26 F-86Fs van 1955 tot 1979.
 Filipijnen
Vijftig F-86Fs van 1957 tot circa 1975.
 Portugal
65 F-86Fs.
 Zuid-Korea
122 F-86Fs en RF-86Fs, vanaf 20 Juni 1955.
 Thailand
Veertig F-86Fs, vanaf 1962
 Tunesië
Vijftien gebruikte F-86F in 1969.
 Turkije
Twaalf F-86Fs.
 Verenigde Staten
United States Air Force
 Joegoslavië
121 Canadair CL-13s en F-86Es, in de periode: 1956 and 1971.

## Bijnamen
De Sabre was bij de vliegers bekend onder de bijnamen Sabredog; Dog; Dogship (F-86D) en Kaasjager (Nederlandse F-86K).